# 譚淇淇
譚淇淇（英語：Kiki Tam，1990年11月7日—），香港女說唱家、模特兒、節目主持。2010年因一首自家創作作品《Facebook Lover》而紅極一時。網上點擊率接近十多萬，媒體相繼報導，後獲「華人第一Rapper」歐陽靖（MC Jin）的邀請，擔任其個唱「紅館見」嘉賓，並收歸為旗下首位女徒弟。

## 簡介
譚淇淇早年分別於2003年和2008年畢業於陳瑞祺（喇沙）小學上午校以及九龍真光中學。她因為中學期間勝出叱咤903舉辦的「衞蘭王」、「ID idol」比賽以及飾演網上受歡迎的自創角色「hold住妹」而廣為人知，並於2010年簽約張敬軒開設的模特兒公司Model Max。此後她參與各大平面雜誌、香港電台節目、無綫電視節目、MTV、廣告拍攝等工作。其電視廣告作品包括港鐵、百老匯電器、海洋公園、八達通、喜療疤、太興等。
2013年，她在驚慄片《迷離夜‧奇幻夜》擔任電影女主角，因在電影中酷似藝人陳法拉而被傳媒封為「小法拉」 ，其演技亦備受關注。一年後，她與家人一起在佐敦開了一間韓式炸雞店，半年後在旺角開分店，成為年輕創業家。
2015年，她參與毛記電視演出，角色「𡁻海珠」（影射無綫電視前主播、現任渣打銀行財富管理業務-高級投資顧問兼董事趙海珠）、「奸姐」令她大受歡迎，人氣急升。同年，譚淇淇以「香港女Rapper」之名正式出道，與多位藝人、歌手聯合打造多首說唱單曲，並參與各大小型舞台演出，打破香港Hip Hop界的男性市場，並開始籌備唱片錄製。
2016年，獲傳媒封為「十全女」、「全能索女」、「真女神」。參與多個廣告拍攝，獲得壹傳媒頒發的「My Favourite Online KOL」創意廣告大奬。
2017年，於ViuTV節目《晚吹 - 啪啪聲太好聽》大談初夜經過，網民高潮迭起。同年前往北京參加愛奇藝《中國有嘻哈》比賽及錄影。同年年底開始於香港電台晚間直播資訊節目《自在8點半》擔任主持。2018年出演第二部電影《香港大師》女主角，並前往日本夕張奇幻電影節。其政府廣告歌如禁毒丶中秋節禁煲蠟丶睇波禁賭波廣告亦為人熟悉，並為韓國大邱炸雞啤酒音樂節創作主題歌。
2019年，互動遊戲節目《動腦 Q》令她延續人氣，及後遠赴多個國家拍攝旅遊節目，及到日本與日本嘻哈組合Yarukist合唱<Sparkling Sunshine>，為西日本豪雨災害應援。加入香港電台普通話台節目《孟想淇談》，成為電台DJ。2020年因模仿多個角色成為網民熱話，同年一年六集的個人節目《樂在淇中》開啟。2021年回歸音樂，與日本音樂人am8 + Mizuki Ohira合作歌曲 <Scala>。年尾在中環開設酒吧夜店及泰式按摩店，再次成為老闆。2022年繼續以rapper身份，與唱作人曹震豪合作歌曲 <Moonlight>，並多次公開演出。同年因自創角色肌肉裝扮的 ROCKIKI 被台灣傳媒廣泛報道。2023年開設YouTube頻道。七月被誤傳在將軍澳遇刺身亡，經傳媒報導澄清為誤會。
2024年出演第三部電影《手機見鬼》主角，演活欺凌者Betty一角，被彭發導演大讚其演技出色。同年成為日本不動產公司Rionas官方代言人及喱騷節目《港女萬歲》固定主持。2025年將回歸女rapper身份，推出Ai主題歌曲。

## 軼事
譚淇淇比藝人朱晨麗早一年出道，由於兩人早年的造型酷似陳法拉，因此分別被冠以「小法拉」及「翻版陳法拉」。不過隨年資增長，她們逐漸擴闊戲路，數年後幾乎已完全擺脫陳法拉的影子，成為性格演員。

## 演出

### 電影
- 2013年：《迷離夜‧奇幻夜》 飾 Ceci（〈迷藏〉）
- 2017年：《香港大師》飾 大大粒
- 2024年：《手機見鬼》飾 Betty

### 直播媒體
- 2019年：蘋果動新聞《動腦Q》節目主持

### Now寬頻電視
- 2015年：《少女同萌》（節目主持）[5]
- 2016年：《西甲大人物》
- 2017年：《Now Sports Everyday》

### ViuTV
- 2016年：《體育係…》
- 2016年：《籌旗》
- 2017年：《晚吹 - 啪啪聲，太好聽》(1月1日)
- 2017年：《超低能特攻隊》
- 2017年：《KO KOL》

### 香港電台
- 2015年：《那些年‧那些歌》（第3集《怎去開始解釋這段情》（譚詠麟篇））
- 2015年：《證義搜查線3》（第1集《好朋友》）
- 2015年：《沒有牆的世界 5》
- 2016年：《辦公室生存之道》
- 2016年：《有倉出租》
- 2016年：《獅子山下2016 - 懸浮粒子》
- 2016年：《申訴五分鐘》
- 2016年：《漫遊百科》
- 2017年：《申訴II》
- 2017年：《彩虹交匯處》
- 2017年：《也文也武》
- 2017年：《自在八點半》
- 2018年：《日常8點半》

### DBC數碼電台
- 2015年：《娛樂真風騷》（數碼1台）

### 無綫電視
- 2014年：《超級兒嬉》
- 2015年：《網絡挑機》

### 毛記電視
- 2015年：《六點半左右新聞報道》
- 2015年：《犬時代》 飾 奸姐
- 2015年：《歡樂滿些牙》

### MV
- 2006年：《離家出走》- 衞蘭 (903 version)
- 2011年：《初會》- 吳雨霏
- 2013年：《觀音兵》- Senseless
- 2013年：《Brand New Day》- Matchbox
- 2014年：《Instagram》- Doughboy
- 2015年：《與我常在》- 關楚耀 , Alan @ MR
- 2015年：《3點3》- Coffee&Tea
- 2015年：《賺錢買維他奶》- 緬甸晶宮
- 2016年：《對你太在乎》- 吳國敬
- 2019年：《FreshLife》- FreshLife
- 2022年：《我的一人前》- 神奇膠 WonderGarl

### 廣告
- 2016年-2017年：MediLASE廣告 - BEST OF KIKI（页面存档备份，存于）
- 2009年：八達通日日賞 廣告
- 2009年：太興 廣告
- 2013年：百老匯 廣告
- 2013年：喜療疤 廣告
- 2013年：百老匯廣告（與容祖兒）
- 2015年：Reebok（print ads）
- 2015年：足球大師（代言）
- 2015年：BSX（print ads）
- 2015年：Heroine make廣告
- 2015年：Nerf廣告
- 2016年：MX原煲咖哩廣告（與MC Jin）
- 2016年：Body Shop廣告 （與張敬軒）
- 2017年：One Smart Star廣告
- 2017年：SASA Soo Beauté 廣告（與姜皓文）
- 2017年：Followers 廣告
- 2017年：AIA Premier Academy 微電影 無需聽命的抉擇（與袁文傑）
- 2017年：Sci-Fit 廣告
- 2017年：白蘭氏®原味雞精「你有Brandstyle嗎？」（與達哥）
- 2019年：Pioneer 廣告
- 2019年：One day acuvue 廣告(配音)
- 2019年：門路 廣告
- 2021年：康文署+++賞花 廣告
- 2021年：春秋M 廣告
- 2022年：巨商M 廣告
- 2022年：金剛黑瑪卡 廣告
- 2024年：Hydrodol 廣告
- 2019年：Rionas日本不動產 廣告

## 歌曲
- 2010年：〈Facebook Lover〉
- 2012年：〈率性〉（與歐陽靖 , KT合唱）
- 2013年：〈血洗情人節〉（與ToNick合唱）
- 2014年：〈For You & I〉（與Matchbox合唱）
- 2014年：〈MIVI Song〉
- 2015年：〈P得霸氣一點〉（與農夫合唱）
- 2015年：〈印記 Go Home〉
- 2016年：〈聖誕路人〉
- 2017年：〈First time〉
- 2019年：〈Sparkling Sunshine〉（與Yarukist合唱）
- 2021年：〈Scala〉（與am8 + Mizuki Ohira合唱）
- 2022年：〈Moonlight〉（與曹震豪合唱）

## 公開/商業活動
- 2014年12月：AXA安盛 iRun for Love慈善街跑
- 2015年3月：電影《台北夜蒲團團轉》演唱會
- 2015年3月：LIVE IN LEVI'S
- 2015年4月：NIKE WOMEN'S 10K HONG KONG & NTC Tour Hong Kong
- 2015年6月：香港青年音樂節

## 外部連結
- 譚淇淇的Facebook專頁
- 譚淇淇的Facebook專頁
- 譚淇淇的Instagram帳戶
- YouTube上的譚淇淇頻道
- 譚淇淇的新浪微博